# Haus am See (Lied)
Haus am See ist ein Lied des deutschen Reggae- und Hip-Hop-Musikers Peter Fox. Das Stück ist die dritte Singleauskopplung aus seinem Debütalbum Stadtaffe.

## Entstehung und Veröffentlichung

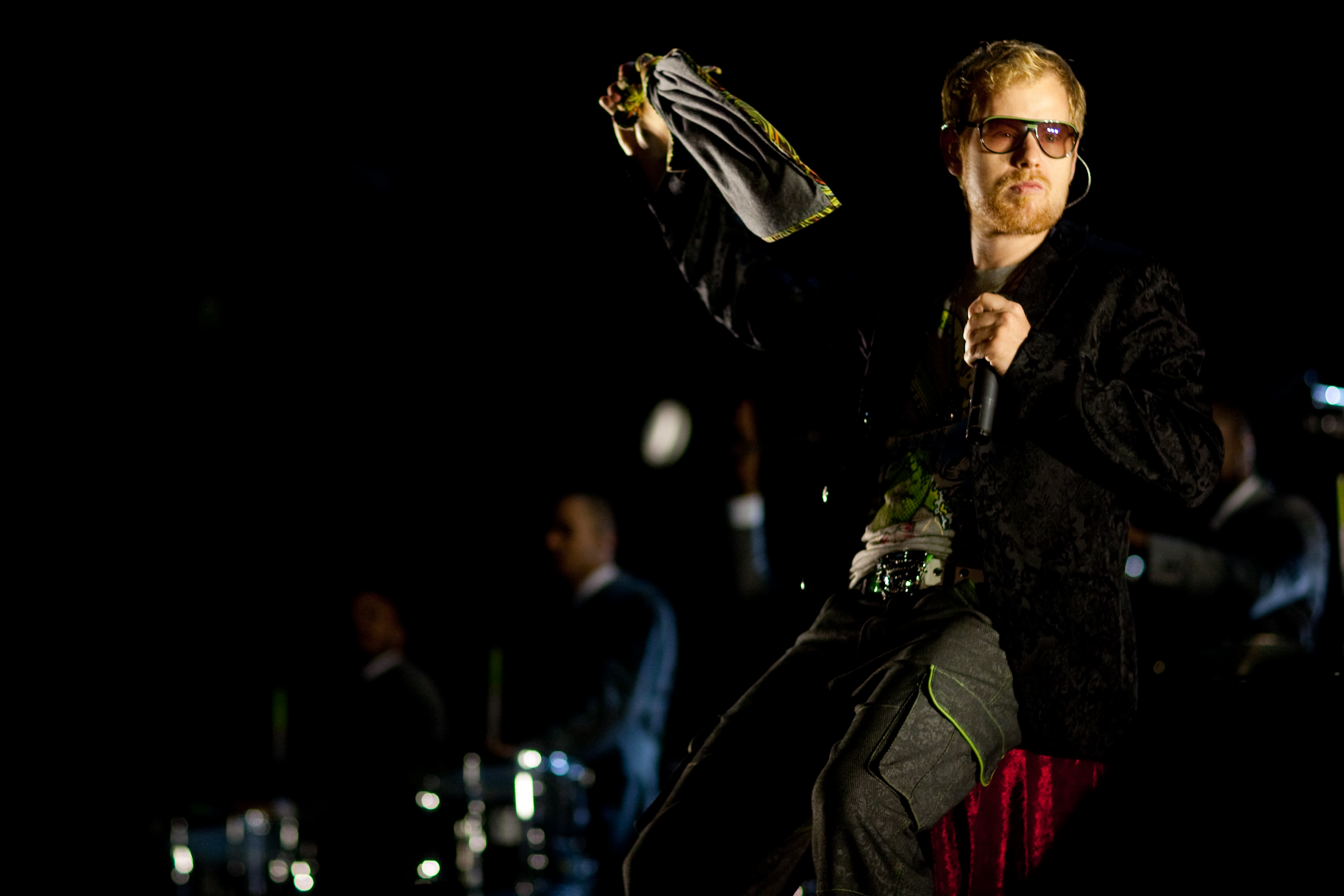
Peter Fox (2009)

Die Musik zum Lied war komponiert worden, bevor der Text dazu geschrieben wurde. Daran beteiligt waren David Conen und DJ Illvibe vom Musikproduzententeam The Krauts, Miss Platnum sowie der als Peter Fox bekannte Interpret des Liedes Pierre Baigorry. Eigentlich wollte Baigorry einen Text gemeinsam mit CeeLo Green schreiben, der das Lied ursprünglich veröffentlichen sollte, Green hatte als Gastsänger bei Seeed schon früher mit Baigorry zusammengearbeitet. Er konnte aufgrund seines Erfolgs mit dem Musikprojekt Gnarls Barkley die Arbeit an dem Song nicht aufnehmen, da er mit dem Projekt weitere Aufnahmen und internationale Auftritte hatte. Aus diesem Grund schrieb Baigorry einen deutschsprachigen Text für das Lied und nahm es selbst auf.

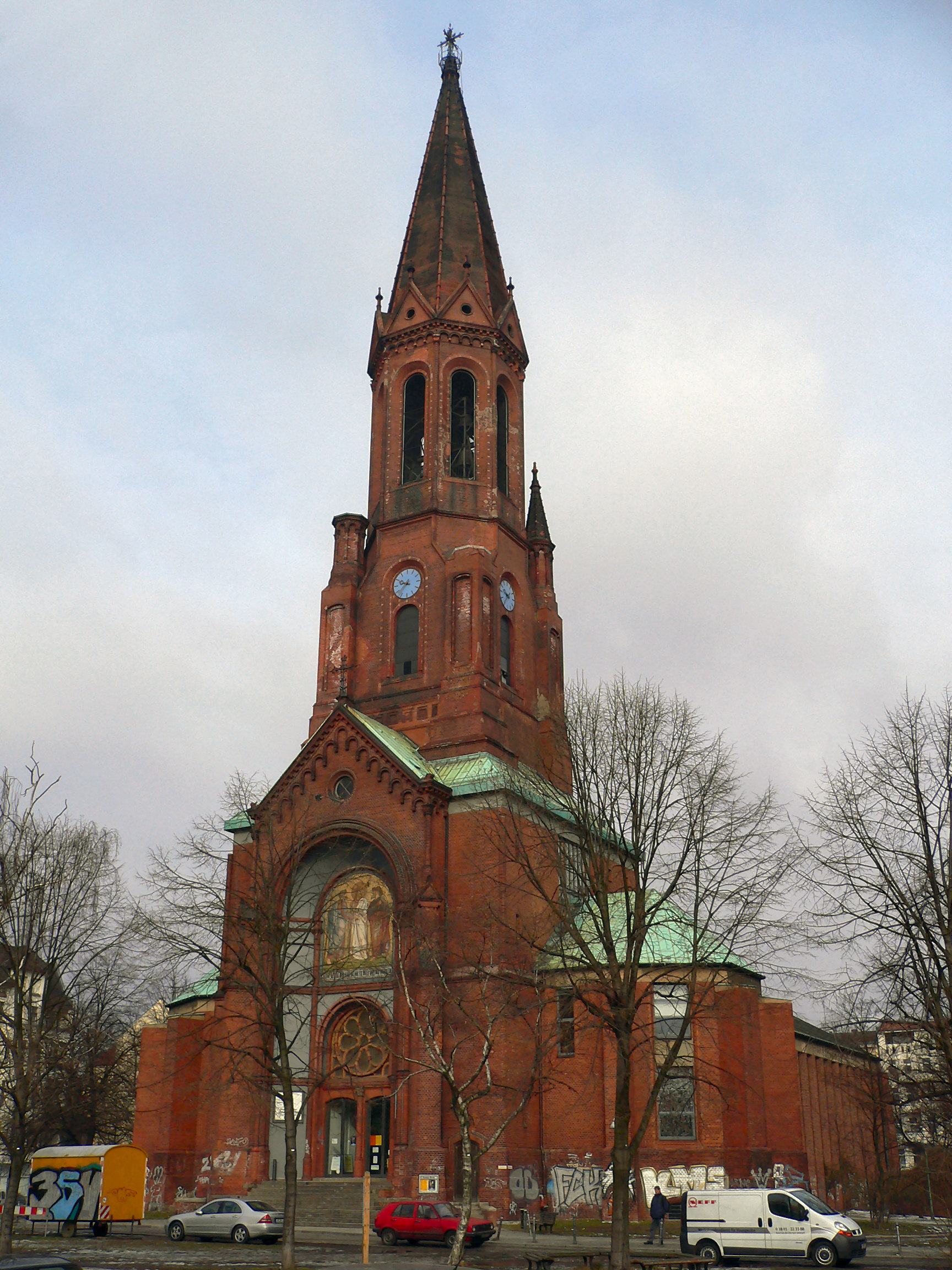
Emmauskirche

Bei den Aufnahmen wurde Peter Fox von verschiedenen Künstlern unterstützt. So wurde die Musik vom Filmorchester Babelsberg eingespielt, ohne dass der Orchestersound das Lied überfrachtet hat.
Neben Haus am See befinden sich auf der Singleauskopplung, die am 17. Oktober 2008 veröffentlicht wurde, die Lieder Kopf verloren (Timo Maas Remix) und Alles neu (Rock Paper Scissor.mx).
Das Cover ist eine schwarzweiße Fotocollage. In der rechten Bildhälfte steht Peter Fox mit Affenmaske vor einem überfluteten Stadtgebiet. Peter Fox ist überdimensioniert groß. In der Bildmitte steht ein Plattenbau-Gebäude, links davon ein Straßenzug. Am rechten Bildrand ist die Emmauskirche dargestellt, die in Kreuzberg steht, im Hintergrund der Berliner Fernsehturm. In der oberen rechten Ecke fliegt eine Möwe. Am Himmel steht einzig in Farbe der grüne Schriftzug „Peter Fox“ in der gesamten Breite des Bildes. Der Titel des Lieds „Haus am See“ im linken Bereich scheint in den Fluten zu schwimmen.

## Text
Die Idee zum Text hatte Baigorry, als er mit David Conen am Griebnitzsee in Potsdam, an dem viele Häuser stehen, spazierte.
In den ersten vier Versen wird dargestellt, wie sich das Song-Ich in seiner Geburtsstadt langweilt und einen Ortswechsel anstrebt. Diese Monotonie wird durch die Wörter am Ende der Zeilen verdeutlicht, die alle zweisilbig sind und die Vokale „a“ und „e“ enthalten, „Straßen“, „Laden“, „Namen“ und „Wagen“. In den daran anschließenden Versen kommt es zu einem Ortswechsel, der Protagonist bewegt sich fort von der Stadt.
An die Strophe schließt der Refrain an, der wie ein Blick in die Zukunft ist:

„Und am Ende der Straße steht ein Haus am See.

Orangenbaumblätter liegen auf dem Weg.

Ich hab 20 Kinder, meine Frau ist schön.

Alle komm'n vorbei, ich brauch nie rauszugehen.“

Nach dem Refrain wird zunächst das Leben in der Fremde beschrieben, das unter anderem negative Seiten hat. Dennoch findet das Song-Ich sein Glück, kann erfolgreich in die Heimat zurückkehren und mit alten Bekannten und Familienmitgliedern feiern.
In der Schlussstrophe wird die Lebensvorstellung des Protagonisten im hohen Alter beschrieben, bevor er äußert, diese Zeit kaum erwarten zu können.

## Musikvideo
Das Musikvideo ist in drei verschiedene Ebenen mit unterschiedlicher Farbwahl geteilt, die sich immer wieder abwechseln. Peter Fox spielt mit Orchesterbegleitung auf einer Straße in Berlin und im Hintergrund steht der Berliner Dom. Diese Ebene ist ausschließlich in Schwarz-Weiß gehalten. Die zweite Ebene stellt Peter Fox mit Trommlern vor einem See unter der Abendsonne dar. Diese Ebene ist farbig, mit vor allem von gedeckten dunklen Farben bestimmten Bildern. Die dritte Ebene, die die zweite Hälfte des Videos dominiert, zeigt Peter Fox in einem hohen Alter allein an einem See, wo er angelt und sich mit einer kleinen Hütte häuslich eingerichtet hat. Diese Ebene ist ebenfalls schwarz-weiß, es gibt jedoch zwei Ausnahmen, ein Kanarienvogel und Mandarinen an einem Strauch sind leuchtend gelb.
Regie führten Daniel Harder und Peter Fox; produziert wurde das Video von SchuhWerkMedia.

## Rezensionen
Sebastian Zabel vom Rolling Stone sieht das Lied als das beste von Peter Fox an: „‚Haus am See‘ bleibt sein schönstes Lied: ein warmer, weicher Sommer-Song, eine Umarmung der Welt, der Familie, der Freunde, der Stadt.“ Im Gegensatz dazu sieht Stefan Rüth in dem Lied einen Ausdruck der Hassliebe zur Heimat des Sängers, der mit seiner Familie die raue Stadt des Öfteren in Richtung Natur verlässt, aber Berlin nicht dauerhaft verlassen möchte.
In der vom Kölner Rheingold-Institut für Marktforschung durchgeführten Jugendstudie „Die Absturz-Panik der Generation Biedermeier“, die 2010 veröffentlicht wurde, wird das Lied als „Hymne an ein beschauliches Leben“ bezeichnet. Die in der Studie befragten Jugendlichen strebten ein erfolgreiches, abgesichertes Leben an, das durch Lebensentwürfe mit erreichbaren Zielen bestimmt werde. Das Lied spiegele dies insofern wider, als ein Leben beschrieben werde, das ein beschauliches Leben mit Familie und Geborgenheit aufzeige.
Der Popkritiker Michael Behrendt sieht die Rheingold-Interpretation des Liedtextes als falsch an. Seiner Ansicht nach sei der Protagonist des Liedes ein träumender Verlierer, der nie seine Stadt verlasse und unerreichbare Wünsche habe, was sich beispielsweise durch die in Deutschland selten wachsenden Orangenbäume zeige.

## Kommerzieller Erfolg

### Chartplatzierungen
Peter Fox konnte sich mit Haus am See in fünf Ländern in den Charts platzieren. In Deutschland erreichte das Lied Rang acht der Singlecharts und konnte sich 70 Wochen in diesen platzieren, womit es zu den Liedern, die am längsten in den deutschen Singlecharts verweilten, zählt. In den Ö3 Austria Top 40 belegte die Single Platz sechs und konnte sich 82 Wochen in der Chartliste halten, während sie in der Schweizer Hitparade Position 16 erreichte und sich 43 Wochen in den Top 100 halten konnte. Darüber hinaus erreichte das Stück Platz acht der flämischen Singlecharts sowie Rang 17 der Nederlandse Top 40.
In den deutschen Single-Jahrescharts 2008 belegte der Song Platz 83. Im Jahr 2009 erreichte das Lied in den Jahreshitparaden Rang 17 in Deutschland, 19 in Österreich, 53 in der Schweiz, 56 in Belgien sowie 29 in den Niederlanden.
| ChartsChartplatzierungen | Höchstplatzierung | Wochen |
| ------------------------ | ----------------- | ------ |
| Deutschland (GfK)        | 8 (70 Wo.)        | 70     |
| Österreich (Ö3)          | 6 (82 Wo.)        | 82     |
| Schweiz (IFPI)           | 16 (43 Wo.)       | 43     |

| ChartsJahrescharts (2008) | Platzierung |
| ------------------------- | ----------- |
| Deutschland (GfK)         | 83          |

| ChartsJahrescharts (2009) | Platzierung |
| ------------------------- | ----------- |
| Deutschland (GfK)         | 17          |
| Österreich (Ö3)           | 19          |
| Schweiz (IFPI)            | 53          |

| ChartsJahrescharts (2000–2009) | Platzierung |
| ------------------------------ | ----------- |
| Österreich (Ö3)                | 5           |

### Auszeichnungen für Musikverkäufe
2022 wurde Haus am See in Deutschland mit einer fünffachen Goldenen Schallplatte für über 750.000 verkaufte Einheiten ausgezeichnet und ist somit einer der meistverkauften Rapsongs in Deutschland. In Österreich wurde er mit über 15.000 Verkäufen mit einer Goldenen Schallplatte ausgezeichnet.
| Land/Region        | Auszeichnungen für Musikverkäufe (Land/Region, Auszeichnung, Verkäufe) | Verkäufe |
| ------------------ | ---------------------------------------------------------------------- | -------- |
| Deutschland (BVMI) | 5× Gold                                                                | 750.000  |
| Österreich (IFPI)  | Gold                                                                   | 15.000   |
| Insgesamt          | 2× Gold · 2× Platin ·                                                  | 765.000  |

## Coverversionen
Das Lied wurde von unterschiedlichen Künstlern in deutscher Sprache mit dem Originaltext oder in niederländischer Übersetzung veröffentlicht.
Die erfolgreichste deutschsprachige Coverversion des Lieds erschien 2013 auf dem Album Mit freundlichen Grüßen von Heino, auf dem er verschiedene Lieder deutschsprachiger Künstler neu interpretierte. Obwohl Haus am See keine offizielle Singleauskopplung war, konnte es sich durch Bereitstellung als Download eine Woche lang in den deutschen Charts platzieren.
Folgende Künstler haben ebenfalls eine Coverversion des Liedes veröffentlicht:
- Gunter Gabriel (2009)
- Peter Vos (2009), niederländisch (Titel: Huis aan zee)
- Willy Sommers (2010), niederländisch (Titel: M’n Huis aan Zee)
- BBQ (2010)
- Global Kryner (2012)
- Adoro (2014)
- Goldmeister (2018)
- VVIER (2020)

Eine erfolgreiche Parodie nebst parodistischem Video lieferte die Gruppe Halbangst anlässlich einer Rivalität zwischen Fortuna Düsseldorf und Eintracht Frankfurt. Die Düsseldorfer veräppelten den gegnerischen Trainer: „Und am Ende der Straße steht das Haus vom Veh, Tempotaschentücher liegen auf dem Weg“.